# Semiothisa sabularia
Semiothisa sabularia là một loài bướm đêm trong họ Geometridae.